# Suhpalacsa striatus
Suhpalacsa striatus is een insect uit de familie van de vlinderhaften (Ascalaphidae), die tot de orde netvleugeligen (Neuroptera) behoort. 
Suhpalacsa striatus is voor het eerst wetenschappelijk beschreven door New in 1984.